# Tour du Chapeau-de-Napoléon
La tour du Chapeau-de-Napoléon est une structure architecturale située dans la forêt de Fontainebleau, en France.

## Situation et accès
La structure est située dans le secteur du Coquibus, au sommet du piton 112,9, près de la maison forestière de la Vendée et la route départementale 409, à l’ouest de la forêt de Fontainebleau (dans le massif des Trois-Pignons), et tout à l’est du territoire de la commune de Milly-la-Forêt, près de la frontière avec ceux d’Arbonne-la-Forêt et Noisy-sur-École. Plus largement, il se trouve dans le département de l’Essonne, en région Île-de-France.

## Histoire
Un voile opaque règne quant à l’origine et la destination de cette structure. D’après les renseignements de Daniel Michelin, un propriétaire voisin, ce serait un maçon et carrier, dénommé Montagne et admirateur de Napoléon Bonaparte qui en serait l’auteur. Il aurait vécu sur la butte voisine, dans une grotte qu’il intègre par la suite comme cave dans la maison construite après la tour. Cette dernière, dénommée maison Montagne, de ce son nom, devient par la suite la maison forestière de la Vendée.

## Structure
La structure se présente sous forme d’une façade avec un « grand rectangle agencé de minces blocs de grès et surmonté d’un fronton semi-circulaire orné de figures géométriques dont une circonférence faite de petites briques ». Un carré en damiers est inscrit au centre du disque central et d’autres dessins plutôt symétriques figurent sur ce tympan. Une tige de fer aurait été installée sur cette façade, disparue vers les années 1970, qui pourrait supposer l’existence autrefois d’un cadran solaire.